# Osuga-Gletscher
Der Osuga-Gletscher ist ein Gletscher im ostantarktischen Viktorialand. In den Victory Mountains fließt er in nordöstlicher Richtung zum Trafalgar-Gletscher, den er unmittelbar östlich des Mount Burton erreicht.
Der United States Geological Survey kartierte ihn anhand eigener Vermessungen und Luftaufnahmen der United States Navy aus den Jahren von 1960 bis 1964. Das Advisory Committee on Antarctic Names benannte ihn im Jahr 1970 nach David T. Osuga (* 1936), Biologe auf der McMurdo-Station von 1966 bis 1967.